# Bill Wennington
William Percey „Bill” Wennington (ur. 26 kwietnia 1963 w Montrealu) – kanadyjski koszykarz, występujący na pozycji środkowego, reprezentant kraju, trzykrotny mistrz NBA.
W 1981 wystąpił w meczu gwiazd amerykańskich szkół średnich - McDonald’s All-American.
W 1985 ukończył studia na Uniwersytecie St. John’s w Nowym Jorku. W tym samym roku rozpoczął karierę w NBA. Został wybrany w drafcie z numerem 16. przez Dallas Mavericks. W 1990 przeniósł się do Sacramento Kings. Następne dwa lata spędził w Europie grając w lidze włoskiej. Do NBA powrócił w 1993 i jako wolny agent podpisał kontrakt z Chicago Bulls. Z zespołem tym święcił największe triumfy. Trzykrotnie: 1996, 1997 i 1998 zdobył mistrzostwo ligi.
Wystąpił z reprezentacją Kanady na igrzyskach olimpijskich w Los Angeles w 1984, a także w kwalifikacjach do turnieju olimpijskiego w Barcelonie w 1992.
W 2000 wycofał się z czynnego uprawiania sportu.
Jest autorem książki „Tales From The Bulls Hardwood”.

## Osiągnięcia
Na podstawie, o ile nie zaznaczono inaczej.
NCAA
- Uczestnik rozgrywek:
  - NCAA Final Four (1985)
  - Sweet 16 (1983, 1985)
  - turnieju NCAA (1982–1985)
- Mistrz:
  - turnieju konferencji Big East (1983)
  - sezonu regularnego Big East (1983, 1985)

NBA
- Mistrz NBA (1996–1998)
- Zwycięzca turnieju McDonalda (1997)

Reprezentacja
- Uczestnik:
  - igrzysk olimpijskich (1984 – 4. miejsce)
  - mistrzostw świata (1982  – 6. miejsce)